# أربعة (بلدة)
أربعة (بالتركية: Erbaa) هي مدينة في ولاية توقاد الواقعة ضمن منطقة البحر الأسود في تركيا. تقع على الضفة اليسرى لنهر كلكيت ويحيط بها سهل أربعة الذي يقع معظمه في منطقتها.